# Nagod
Nagod là một thị xã và là một nagar panchayat của quận Satna thuộc bang Madhya Pradesh, Ấn Độ.

## Địa lý
Nagod có vị trí 24°34′B 80°36′Đ / 24,57°B 80,6°Đ Nó có độ cao trung bình là 330 mét (1082 feet).

## Nhân khẩu
Theo điều tra dân số năm 2001 của Ấn Độ, Nagod có dân số 19.474 người. Phái nam chiếm 53% tổng số dân và phái nữ chiếm 47%. Nagod có tỷ lệ 68% biết đọc biết viết, cao hơn tỷ lệ trung bình toàn quốc là 59,5%: tỷ lệ cho phái nam là 76%, và tỷ lệ cho phái nữ là 60%. Tại Nagod, 16% dân số nhỏ hơn 6 tuổi.